# 刘先林
刘先林（1939年4月19日—），河北无极人，摄影测量与遥感专家，中国工程院院士。

## 履历[1]
- 1962年，于武汉测绘学院（今武汉大学遥感信息工程学院）毕业。后长期在中国测绘科学研究院工作,先后两次获得中国国家科技进步一等奖（1992，2001）
- 1994年，获选中国工程院土木、水利与建筑学部院士[2][3]。

## 相关事件
2017年6月12日，刘先林在回北京的高铁二等座上研究测绘地图的照片在网上广为流传，引得大批网友称赞。